# ویندارو، کوئینزلند
ویندارو (به انگلیسی: Windaroo) یک حومه شهر در استرالیا است که در کوئینزلند واقع شده‌است.